# 유희경 촌은집 목판
유희경 촌은집 목판(劉希慶 村隱集 木板)은 대한민국 경상남도 남해군 이동면 용소리, 용문사에 있는 조선시대의 인조 때의 학자 유희경(1545∼1636)의 시집인 『촌은집』을 간행하기 위하여 만든 판목이다.
1979년 12월 29일 경상남도의 유형문화재 제172호 촌은집 책판으로 지정되었다가, 2018년 12월 20일 현재의 명칭으로 변경되었다.

## 개요
이 책판은 조선 인조 때의 학자 유희경(1545∼1636)의 시집인『촌은집』을 간행하기 위하여 만든 판목이다.
유희경은 조선 전기의 시인으로, 남언경의 문인이었다. 특히 상례에 밝아 국상은 물론 평민의 장례까지 그에게 문의해왔다. 또한 선조 25년(1592) 임진왜란이 일어나자 의병을 모아 관군을 돕기도 하였다.
『촌은집』은 그의 시문집으로 시(詩), 창(唱), 전기(傳記)와 한문학의 문체 가운데 하나인 묘표(墓表), 묘지명 등을 수록하였으며, 3권 2책으로 판각된 책판 수량은 52매이다. 유희경의 손자인 유자욱이 편집, 정리하고 김창협이 서문을 붙였으며, 유희경이 증손자 유태웅이 남해 용문사에서 다시금 발간한 책판이다. 이것은 거의 300년 세월이 지남에 따라 더러는 썩고 마멸되었다. 조선시대 상례의 자료인만큼 그 점이 특히 문화재로서의 아쉬움이 남는 것이라 하겠다.

## 같이 보기
- 유희경

## 참고 문헌
- 유희경 촌은집 목판 - 국가유산청 국가유산포털